# Oberndorf (Bad Laasphe)
Oberndorf is een plaats in de Duitse gemeente Bad Laasphe, deelstaat Noordrijn-Westfalen, en telt 500 inwoners.